# Dichomeris vindex
Dichomeris vindex is een vlinder uit de familie van de tastermotten (Gelechiidae). De wetenschappelijke naam van de soort is voor het eerst geldig gepubliceerd in 1986 door Hodges.

## Type
- holotype: "male, 18.V.1967, M.O. Glenn. USNM Genitalia Slide No. 9454"
- instituut: USNM
- typelocatie: "USA, Illinois, Putnam County"[3]